# Бакман (Міннесота)
Бакман (англ. Buckman) — місто (англ. city) в США, в окрузі Моррісон штату Міннесота. Населення — 307 осіб (2020).

## Географія
Бакман розташований за координатами 45°53′50″ пн. ш. 94°5′37″ зх. д. / 45.89722° пн. ш. 94.09361° зх. д. (45.897255, -94.093713).  За даними Бюро перепису населення США в 2010 році місто мало площу 2,64 км², уся площа — суходіл.

## Демографія
Згідно з переписом 2010 року, у місті мешкало 270 осіб у 95 домогосподарствах у складі 72 родин. Густота населення становила 102 особи/км².  Було 105 помешкань (40/км²).
Расовий склад населення:
| - 98,9 % — білих - 1,1 % — чорних або афроамериканців |

До двох чи більше рас належало 0,0 %. Частка іспаномовних становила 2,6 % від усіх жителів.
За віковим діапазоном населення розподілялося таким чином: 31,9 % — особи молодші 18 років, 58,8 % — особи у віці 18—64 років, 9,3 % — особи у віці 65 років та старші. Медіана віку мешканця становила 30,3 року. На 100 осіб жіночої статі у місті припадало 103,0 чоловіків;  на 100 жінок у віці від 18 років та старших — 104,4 чоловіків також старших 18 років.
Середній дохід на одне домашнє господарство  становив 56 293 долари США (медіана — 37 292), а середній дохід на одну сім'ю — 63 200 доларів (медіана — 48 750). Медіана доходів становила 47 083 долари для чоловіків та 32 250 доларів для жінок. За межею бідності перебувало 10,3 % осіб, у тому числі 10,1 % дітей у віці до 18 років та 17,9 % осіб у віці 65 років та старших.
Цивільне працевлаштоване населення становило 94 особи. Основні галузі зайнятості: освіта, охорона здоров'я та соціальна допомога — 20,2 %, будівництво — 18,1 %, роздрібна торгівля — 16,0 %.